# Зольнгофенський вапняк
Зольнгофенський вапняк — назва природного каменю — твердого вапняку, що добувається у містечку Зольнгофен з регіону Альтмюльталь, Німеччина. У промисловості і торгівлі називається також мармуром. Оздоблювальний будівельний матеріал, часто в ексклюзивних проектах. Знаходить застосування в літографії.

## Родовища і походження

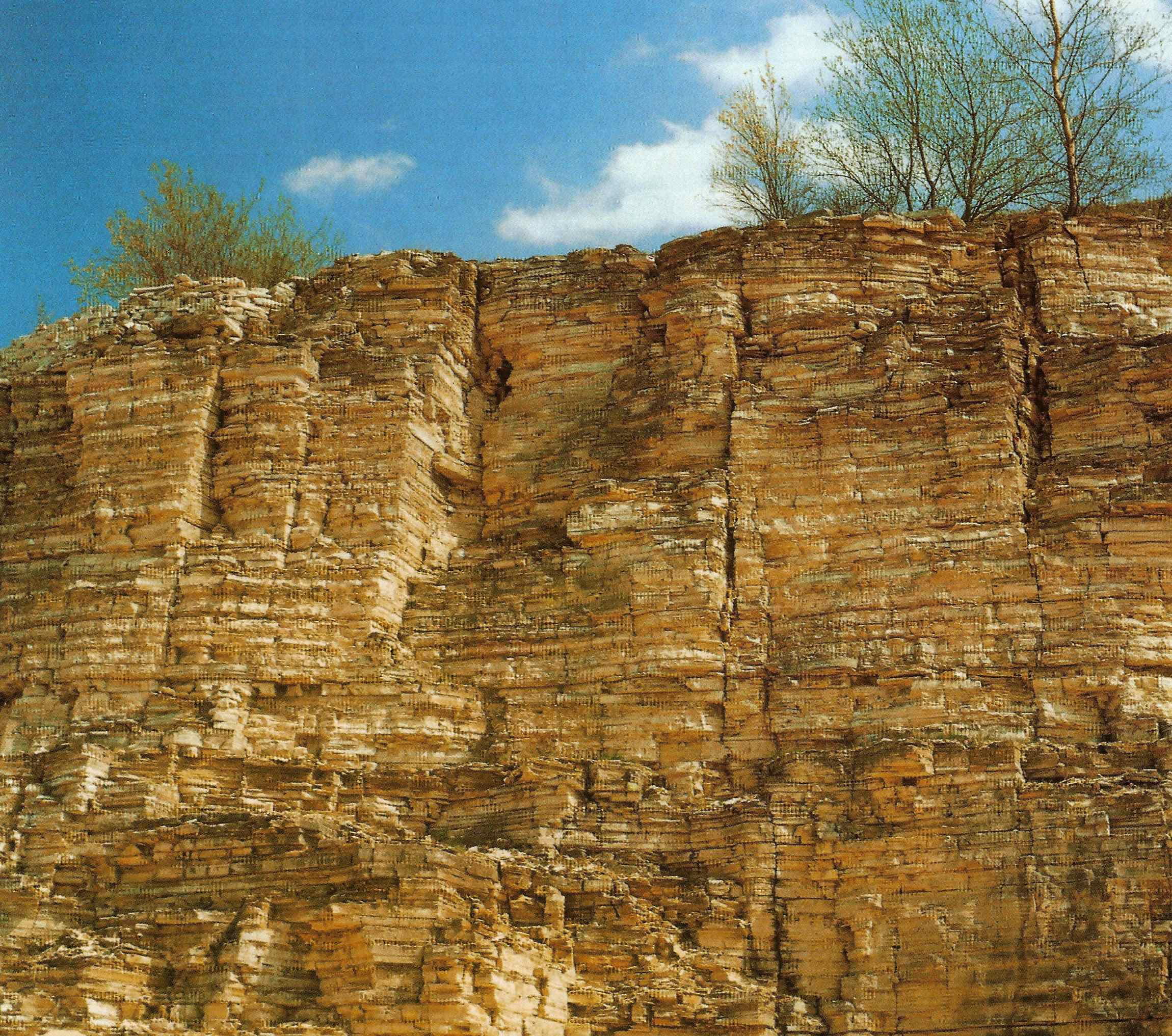
Кар'єр Solnhofen. Альтмюльталь

Родовища зольхофенського мармуровидного плиткового вапняку знаходяться в околицях міста Зольнгофен у Середній Франконії в регіоні, відомому також родовищами широковідомого виду марморизованного вапняку «юрський мармур». Зольнгофенский вапняк утворився у верхньоюрському періоді близько 150 мільйонів років тому у вигляді шаруватих осадових порід в періодично затоплюваних свіжою морською водою лагунах. Вміст солі в цих лагунах був істотно вищий за звичайний, що зберігало рештки тварин і рослин тієї епохи, оберігаючи їх від розкладання. Вони залишилися таким чином у скам'янілостях в деталях.
Зольнгофенський мармур відноситься до тонкошаруватих, твердих і міцних порід, з товщиною шарів 7-12 мм, 13-19 мм, 20-25 мм, максимальне до 270 мм.

## Технічні характеристики
Зольнгофенський вапняк — осадова гірська порода хемогенного, можливо, частково органічного походження, що складається більш ніж на 98 % з CaCO3 (карбонату кальцію) у формі кальциту. Цей, мабуть, найтвердіший вид вапняку у світовій геології є дуже щільним каменем кремового до жовтого кольорів. На поверхнях його шарів часто можна виявити дендрити — що галузяться і розходяться в сторони кристалічні утворення оксидів заліза або марганцю.

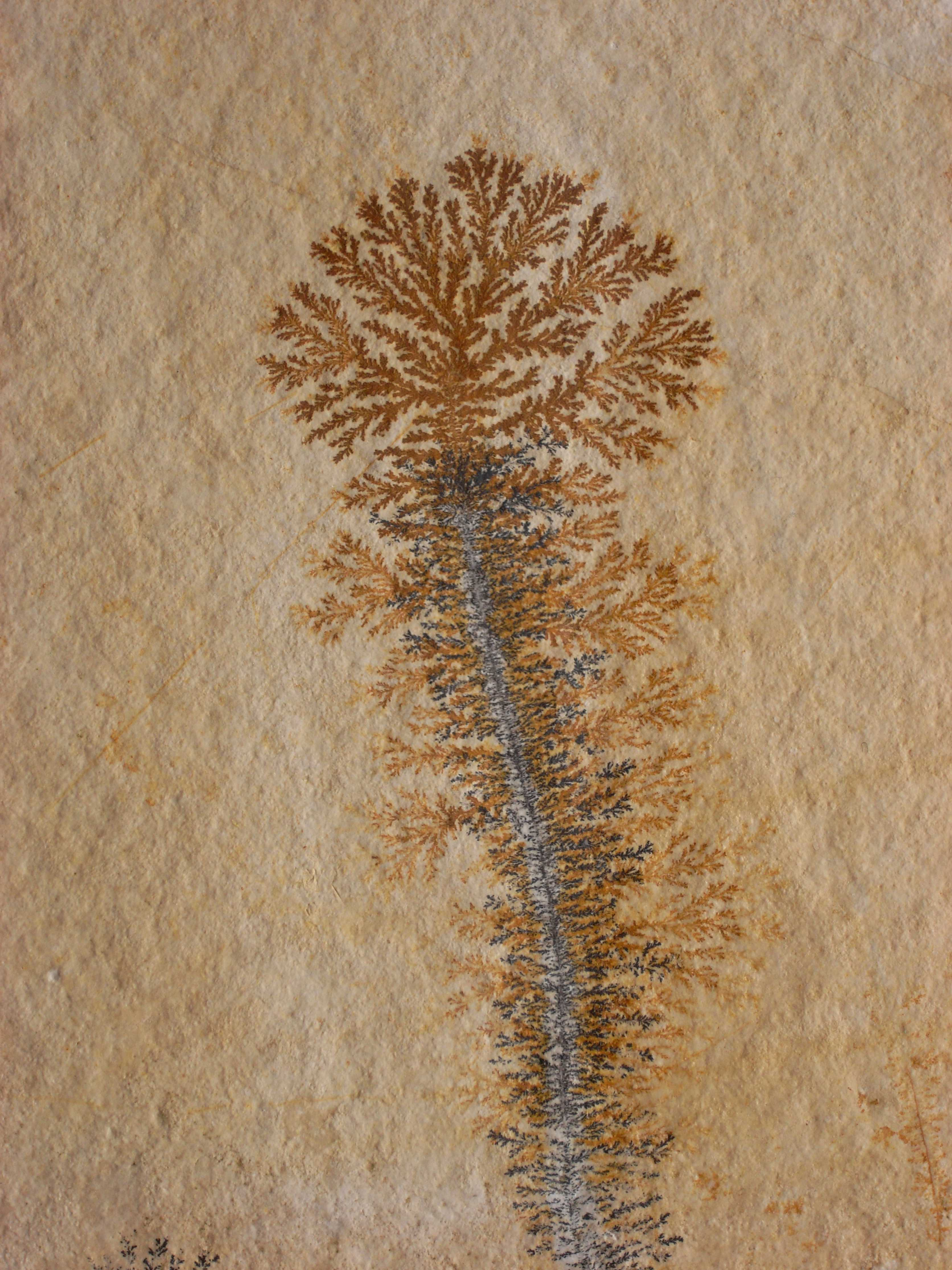
Характерний Дендрит окислу заліза

Петрографічний опис: виключно щільний вапняк, гомогенний мікрит.
| Параметр                    | Значення параметра | Одиниця вимірювання |
| --------------------------- | ------------------ | ------------------- |
| Щільність                   | 2,7                | г/см³               |
| Міцність на стискання       | 215                | N/мм²               |
| Міцність на згинання        | 28,6               | N/мм²               |
| Водопоглинання              | 1,4                | по масі %           |
| Стиральність                | 14,8               | см³/50 м²           |
| Лінійний коефіц. подовження | 5,91× 10−6         | К−1                 |

## Видобування
Зольнгофенський мармуризованний плитковий вапняк добувається в каменоломнях. У зв'язку з тонкошаруватою структурою цієї породи застосування машин і механізмів при її розробці не представляється можливим і спосіб її добування залишається впродовж століть незмінним. Робітники вручну вирубують в каменоломні камінь і отримують таким чином шаруватий пакет. Шари розділяються також вручну на плитки, які транспортуються на фабрику, де вони обробляються вже відповідно до звичайних технологій або вирушають в торгівлю як «полігональний матеріал» для мозаїчних викладок.

## Застосування

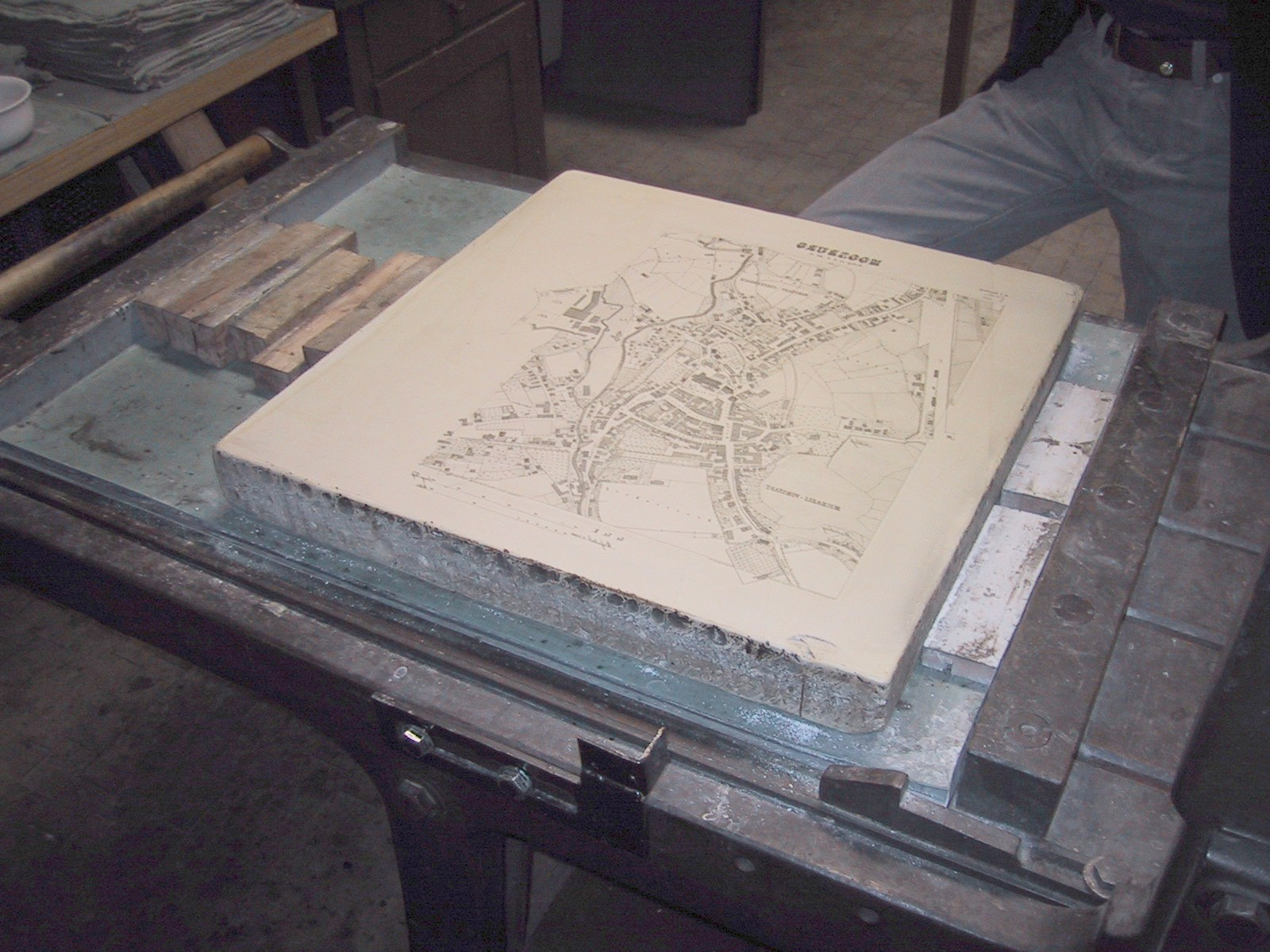
Літографія на плиті Зольнгофенського вапняку

Велика частина зольхофенського плиткового вапняку використовується у всьому світі вже впродовж століть як матеріал для внутрішнього оздоблювання приміщень в якості підлогового і сходового покриттів і облицювання стін. Цей матеріал застосовувався також для спорудження історичних пам'ятників і меморіальних дощок.
У регіоні видобування Зольнгофенського вапняку відомі, як пам'ятки, будинки, повністю виготовлені з цього матеріалу, де, залежно від товщини плиток, вони застосовувалися для кладки стін, підлогового покриття і покрівлі.
Промисловий видобуток Зольнгофенського мармуру існує вже багато сотень років. Підбірку фотографій, що показують цикл від здобичі Зольнгофенського плиткового вапняку до його застосування в інтер'єрах, побудованого на матеріалах старої Зольнгофенської компанії J. Stiegler KG, що відмітила в 2011 році своє 250-річчя, можна подивитися Kalksteine#Solnhofener Kalkstein тут
Зольнгофенський плитковий вапняк, що відрізняється дрібнозернистістю і практично ідеально рівною поверхнею, здобув велику популярність у зв'язку з його застосуванням до середини XX століття у літографії (друк малюнків, географічних карт).
Завдяки своїй природній практично без вад рівній поверхні плитки із Зольнгофенського вапняку використовуються як покриття часто без їх додаткової механічної обробки і, навіть, без калібрування. Поширені також підшліфовані поверхні, які зберігають натуральну структуру і малюнок каменю.
У XVI і XVII століттях Зольнгофенський камінь був улюбленим матеріалом скульпторів для виготовлення рельєфів.
Невеликі збори рельєфів того часу можна побачити по посиланню

Приклади інтер’єрів з застосуванням плиток з Зольнгофенського мармуру.
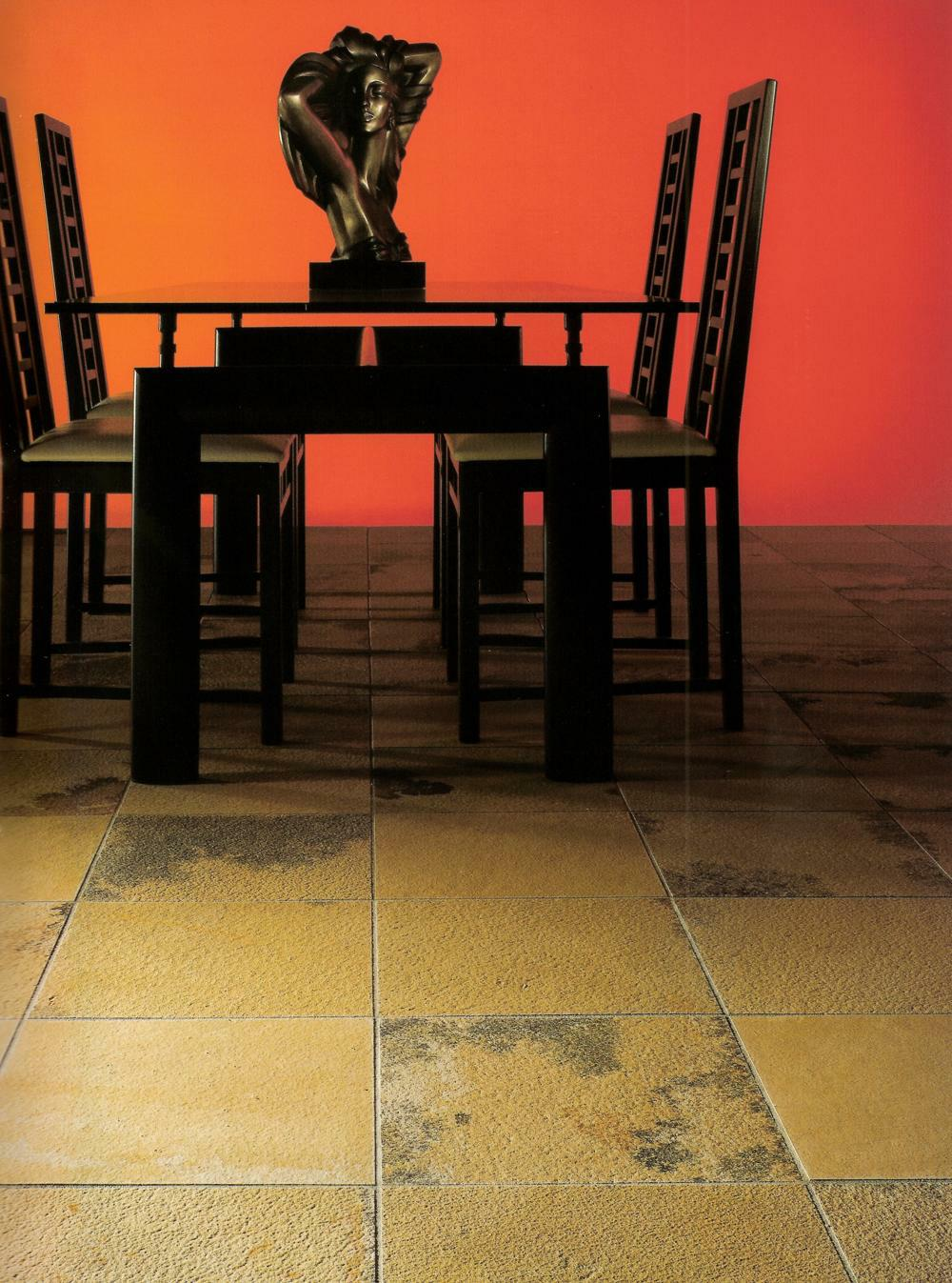
Натуральна поверхня
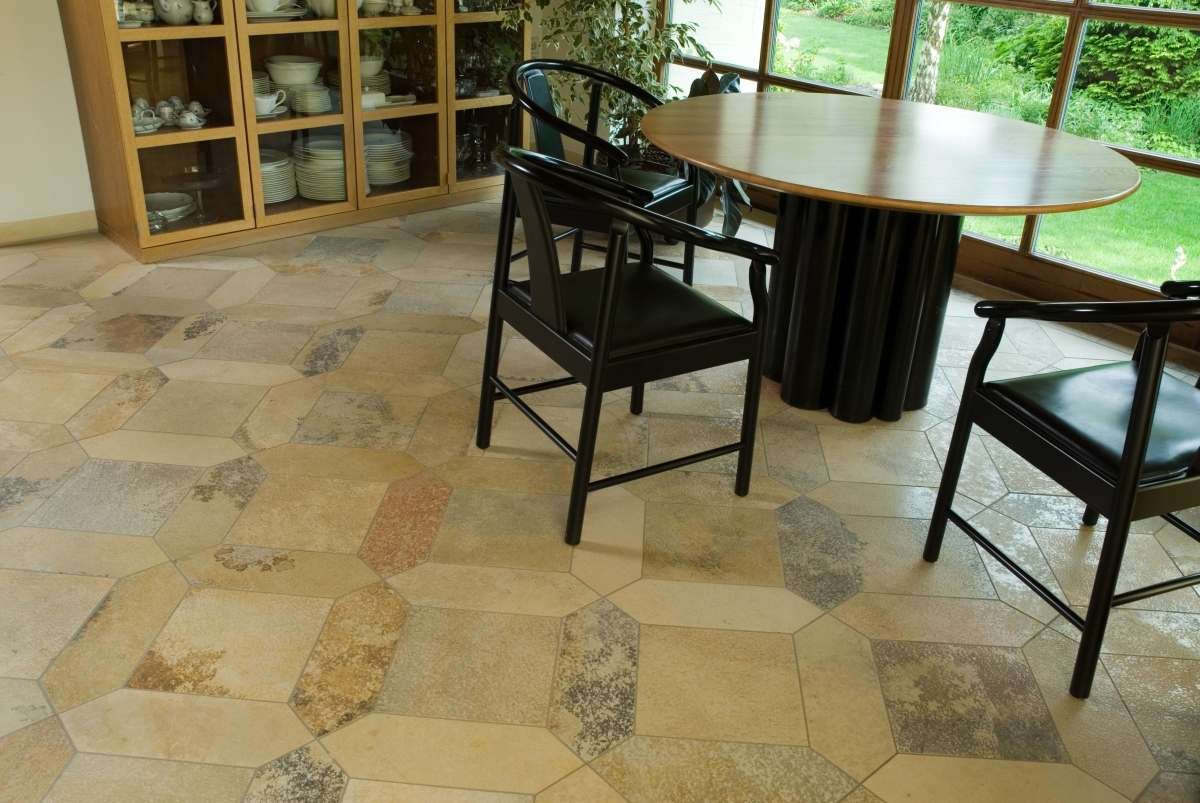
Підшліфована поверхня
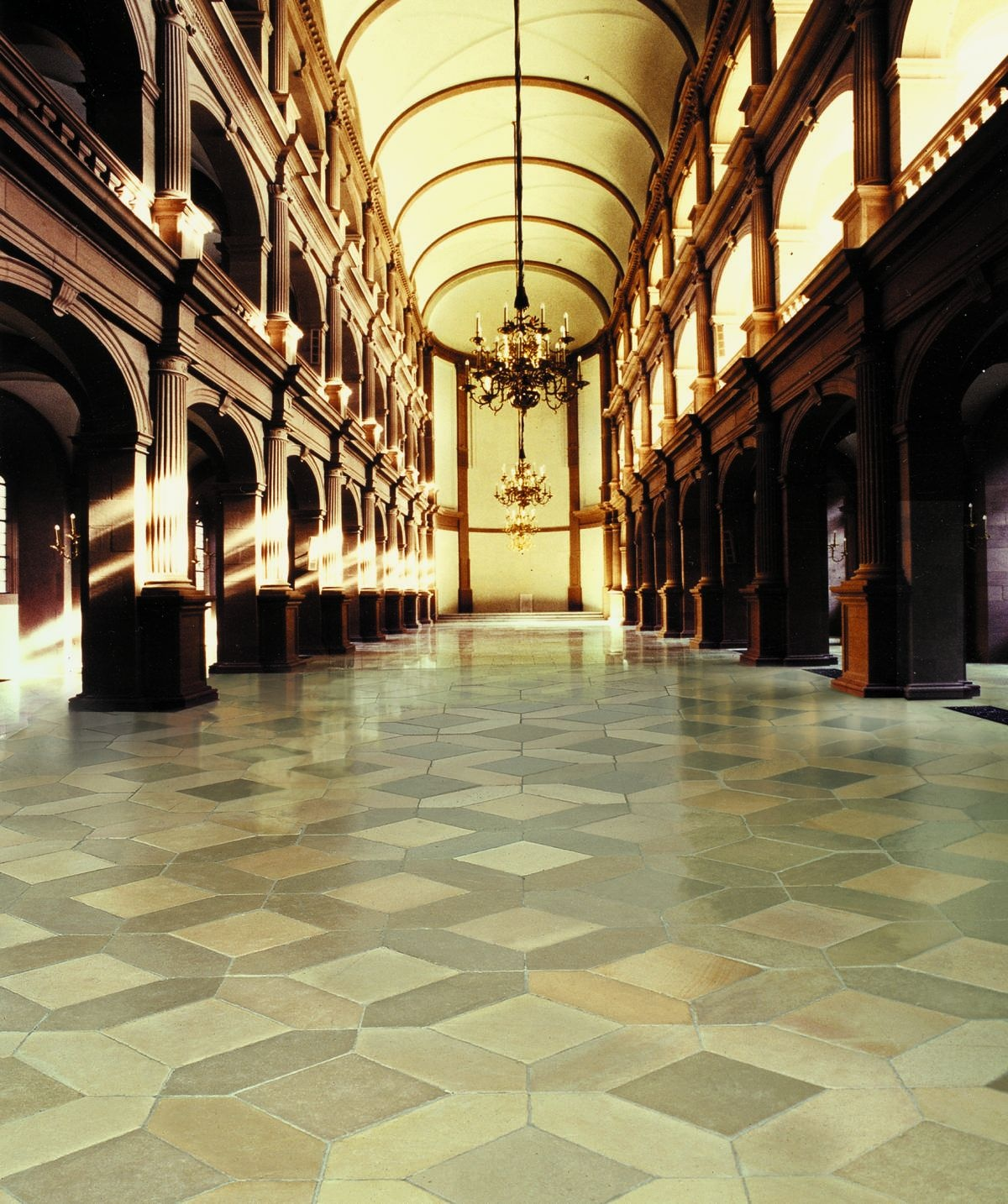
Шліфована плитка. Укладка Rosenspitz
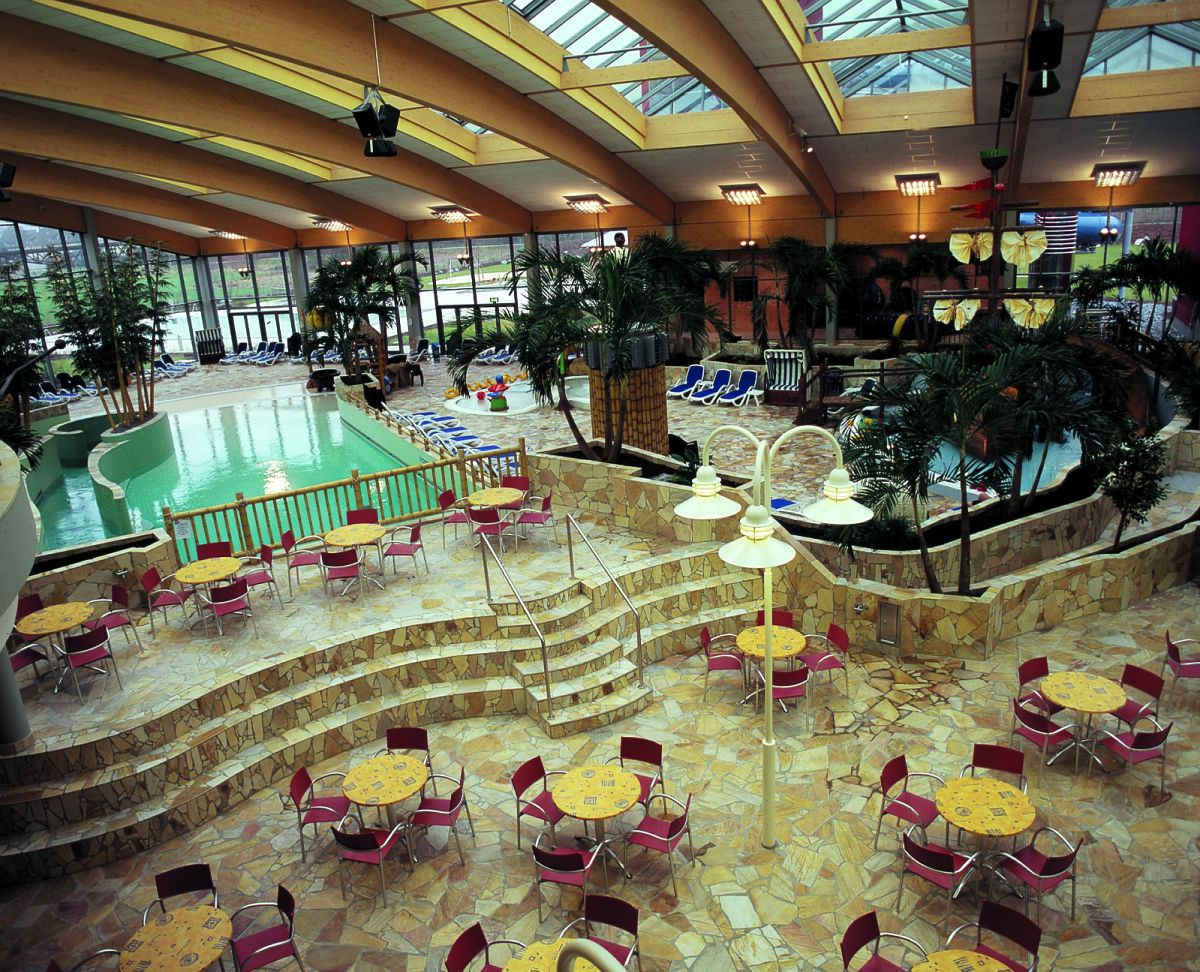
Полігональна плитка. Мозаїка.

## Викопні матеріали із Зольнгофенських вапняків

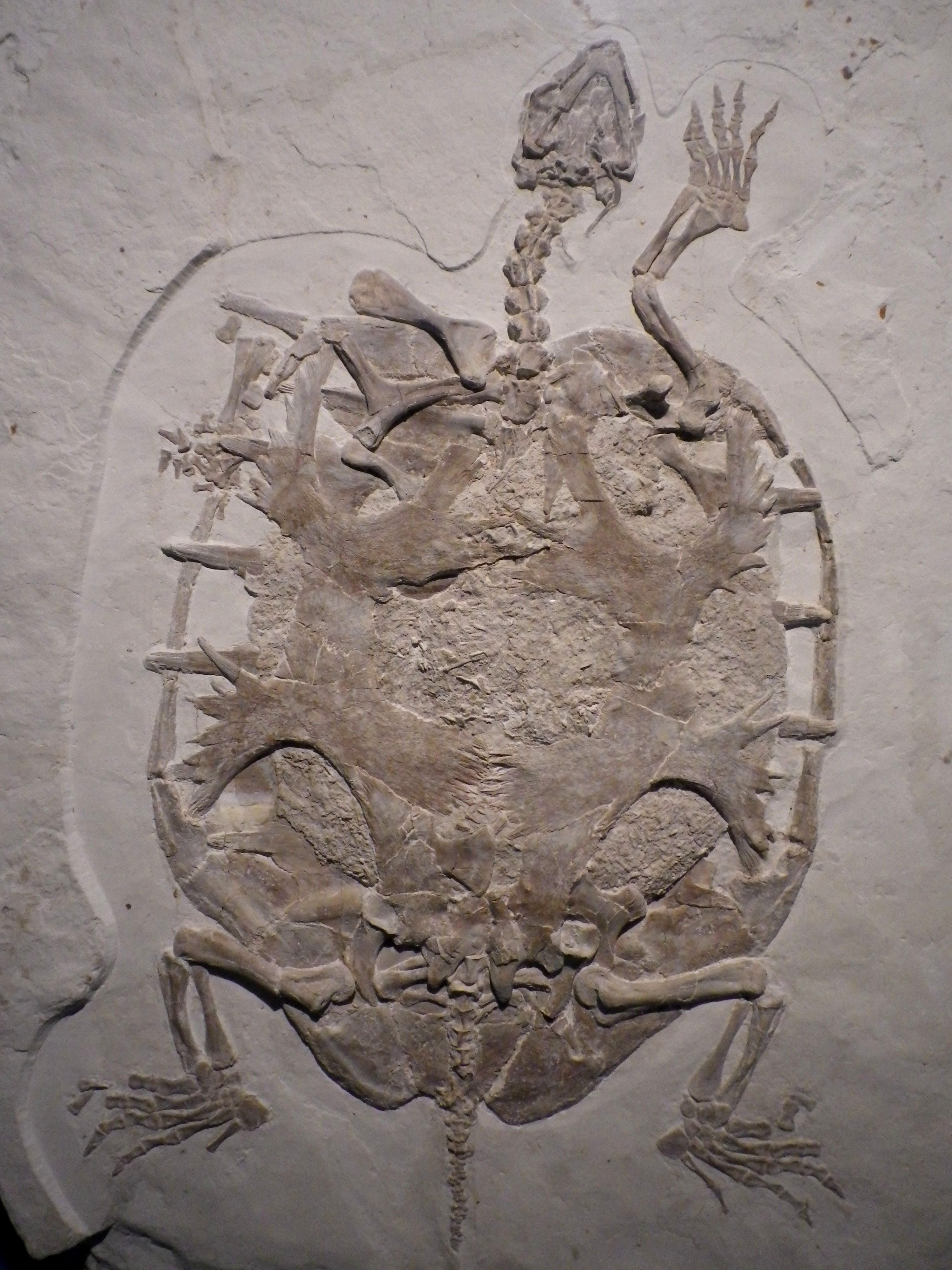
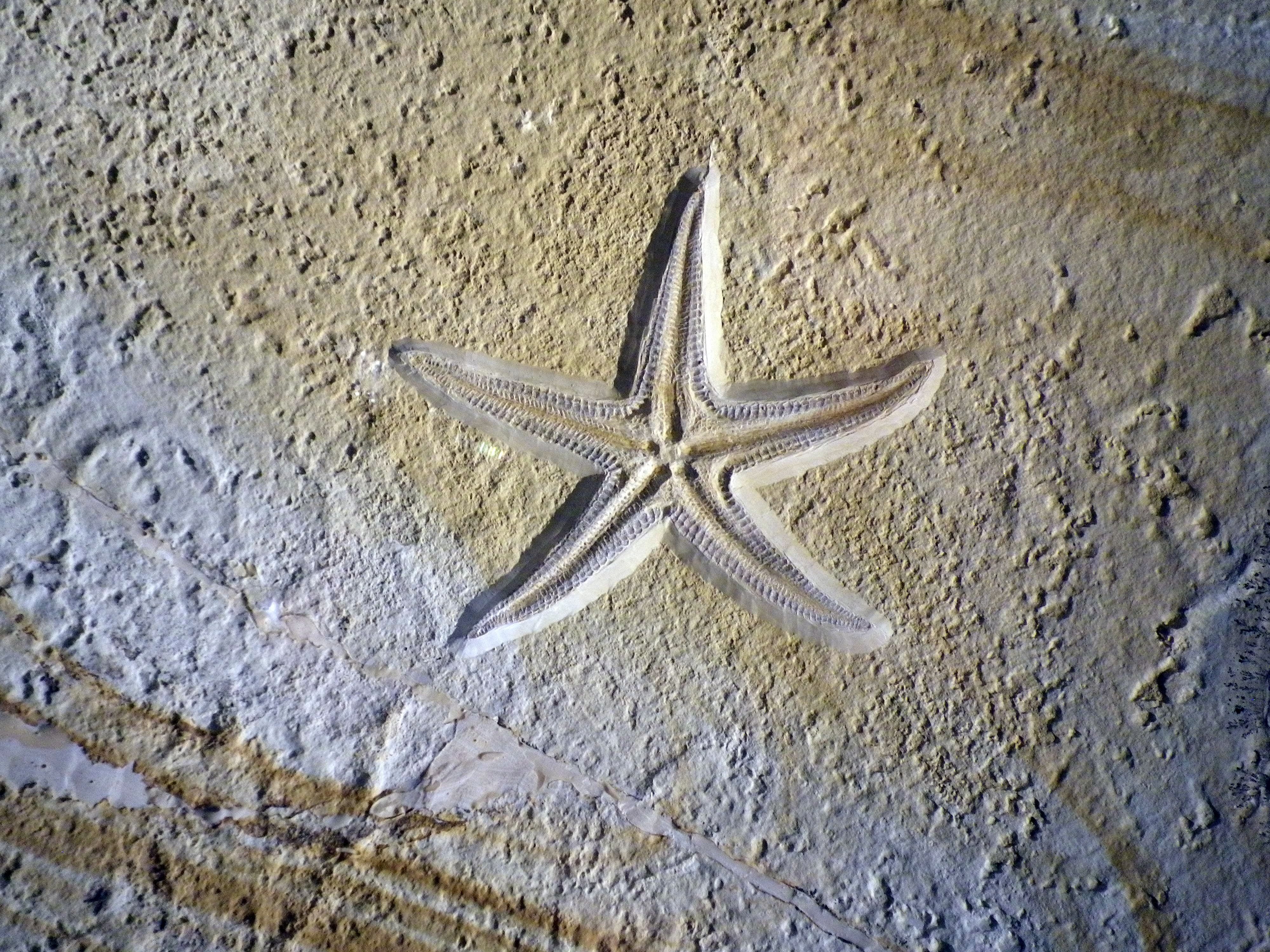
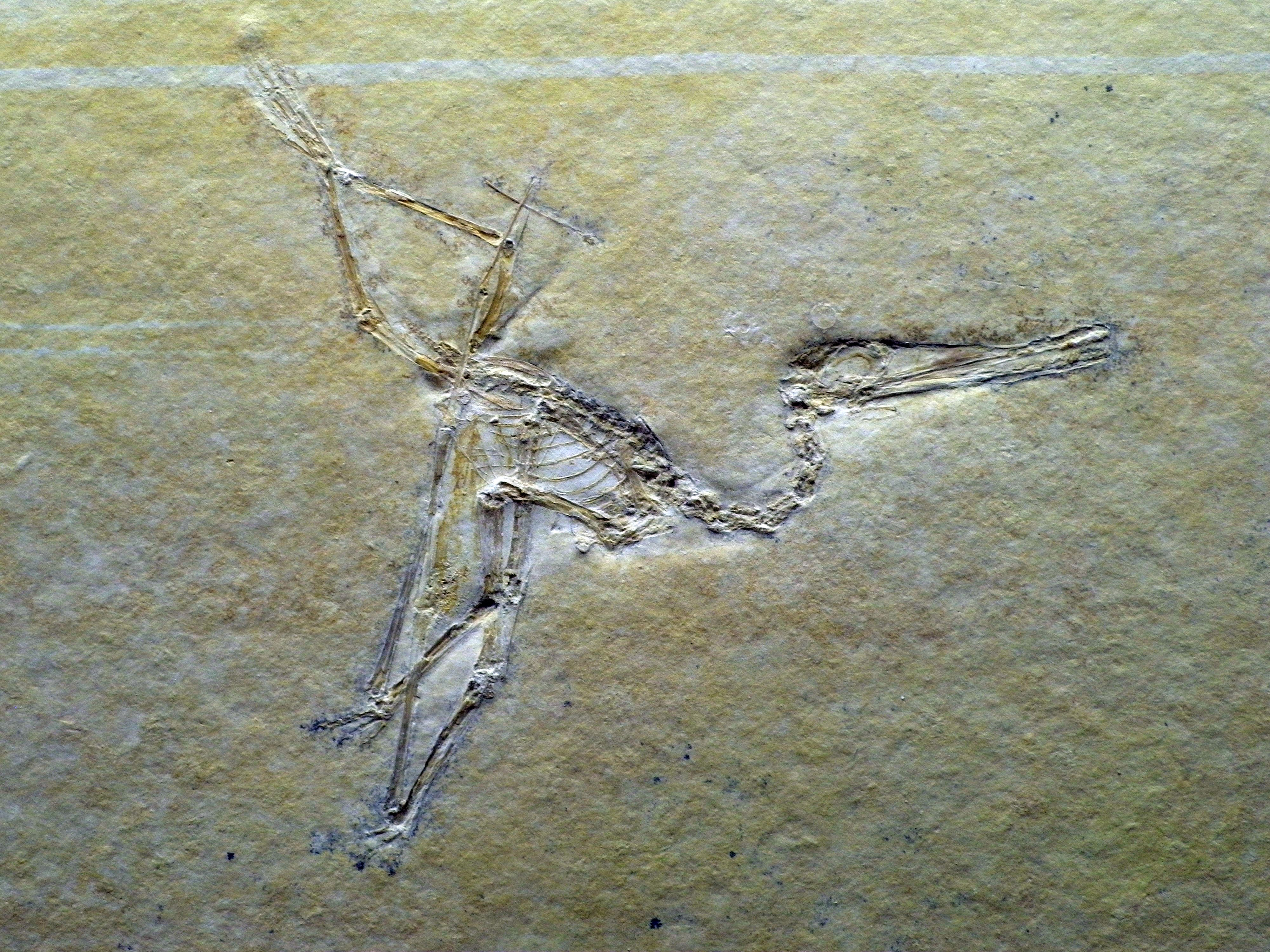
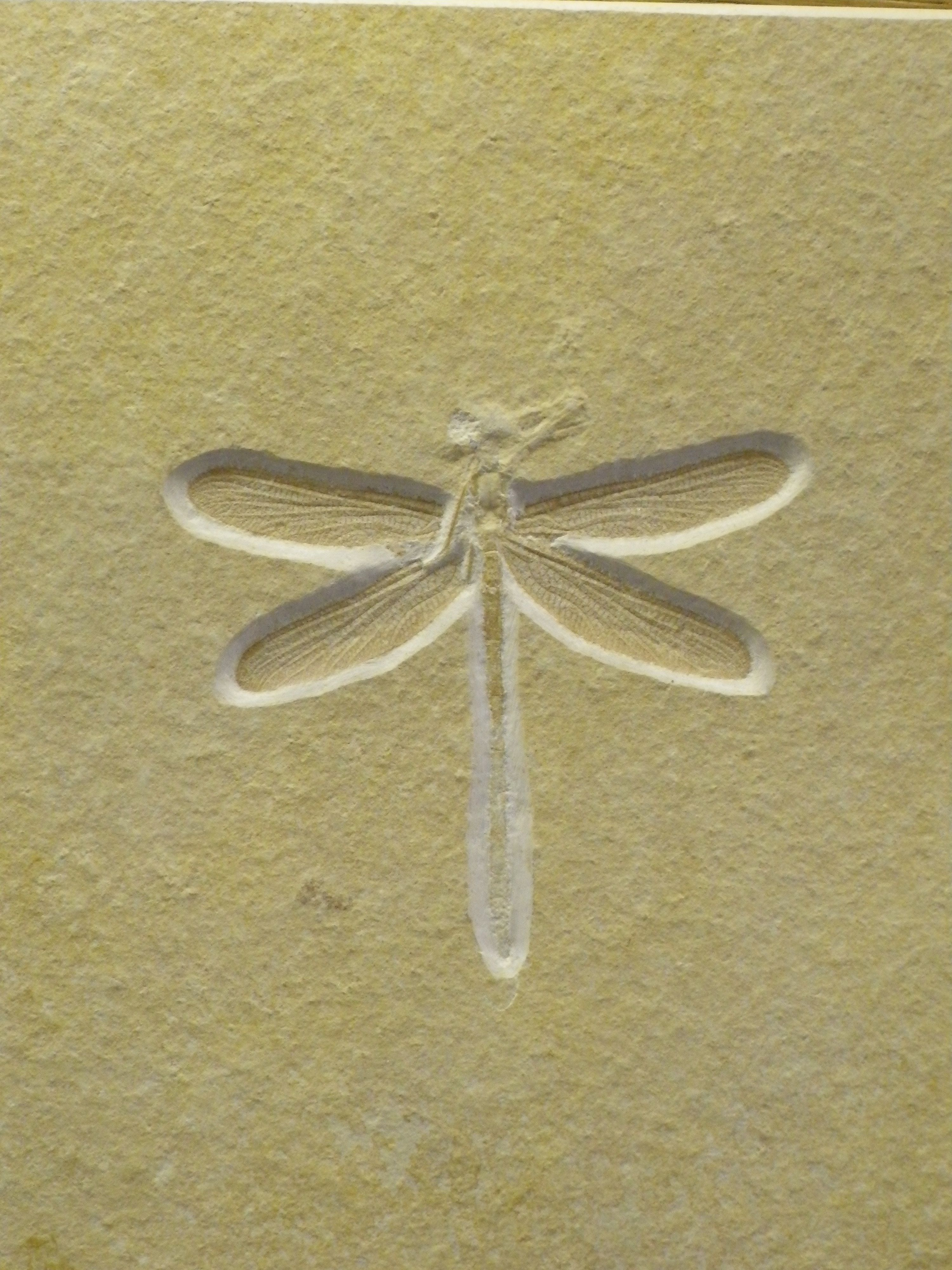
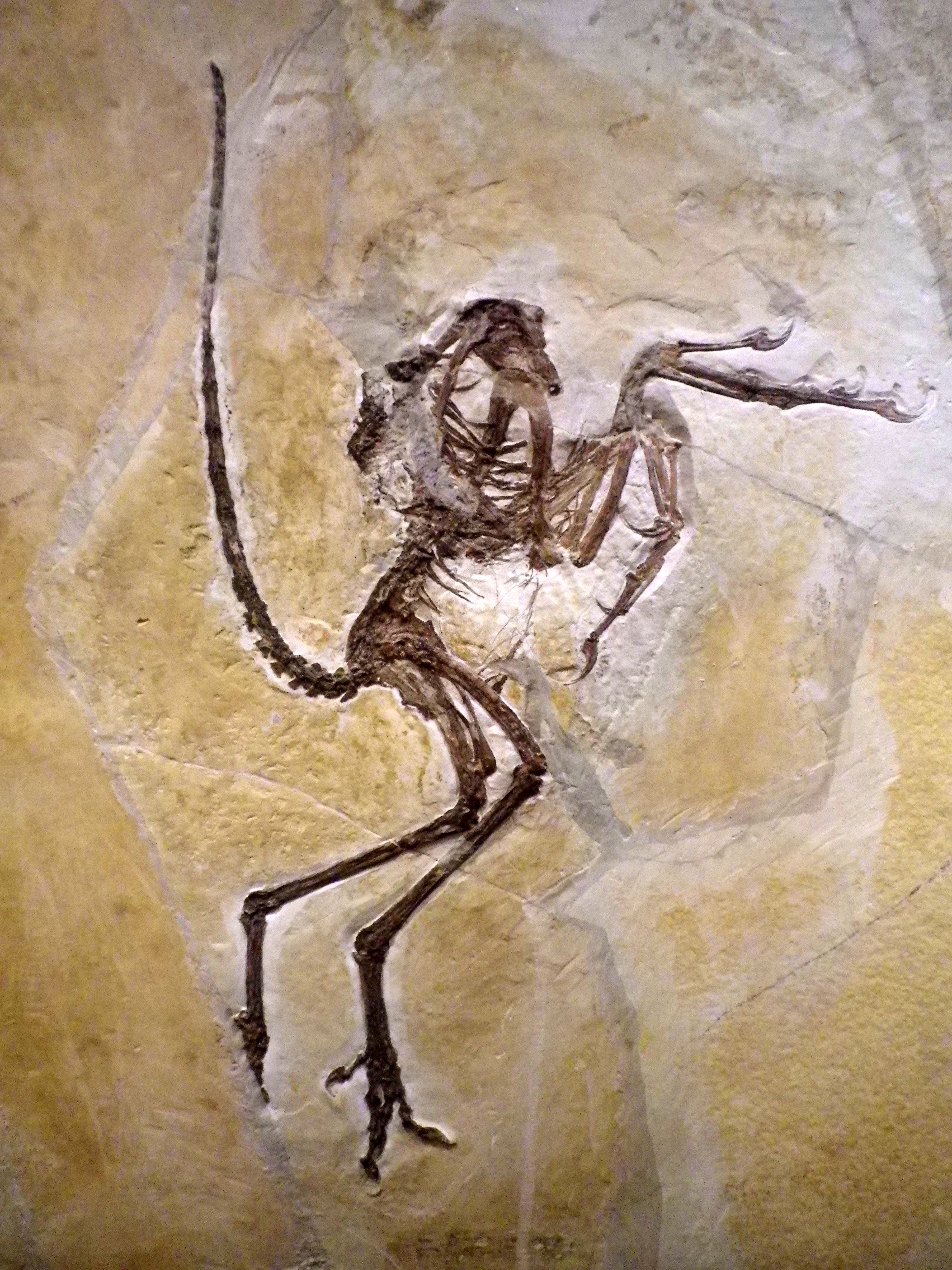
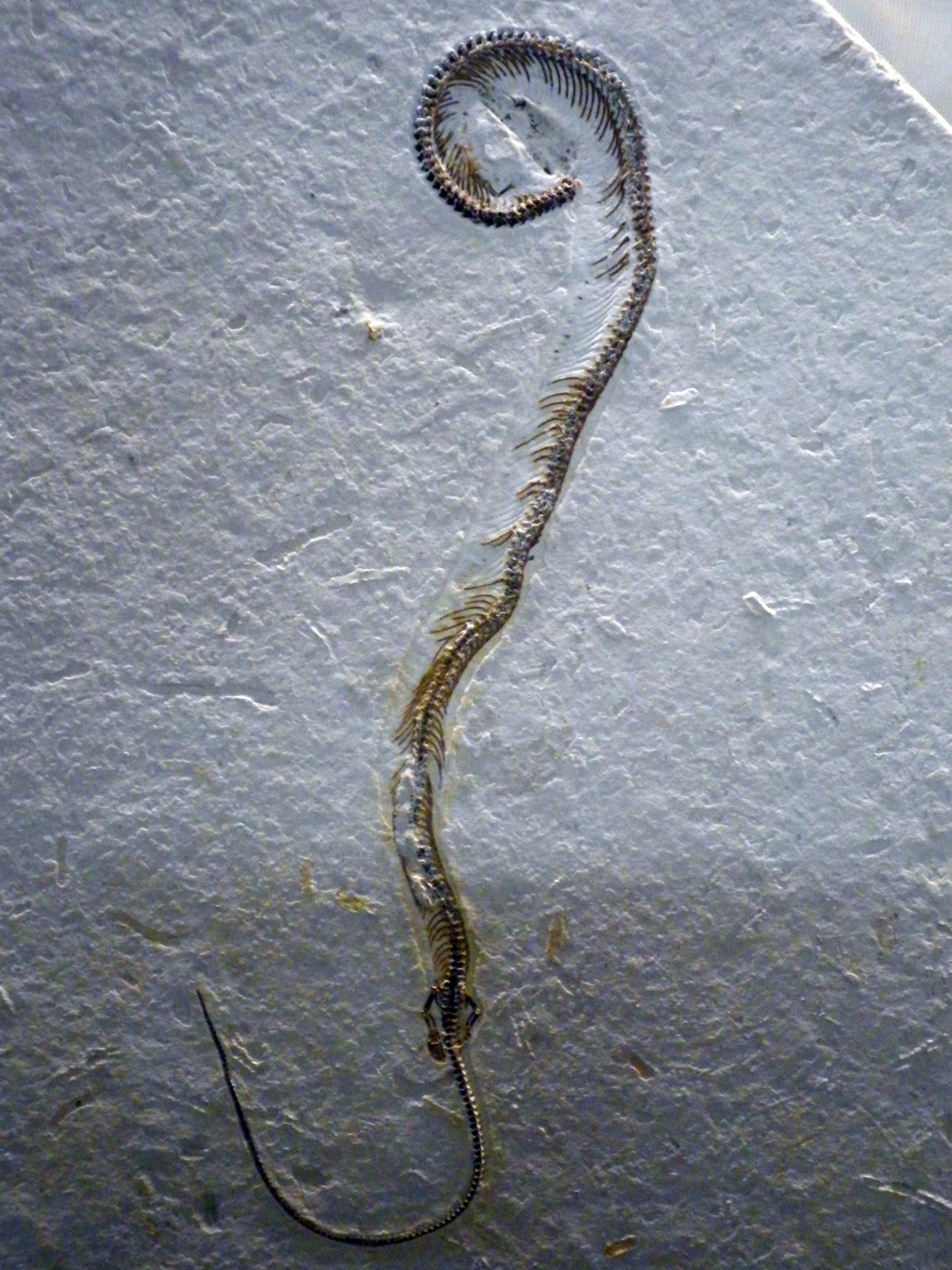
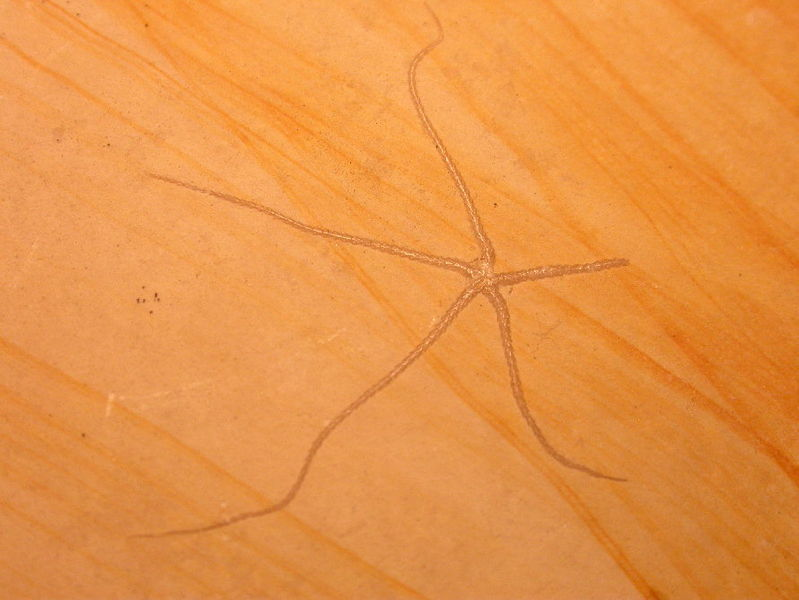
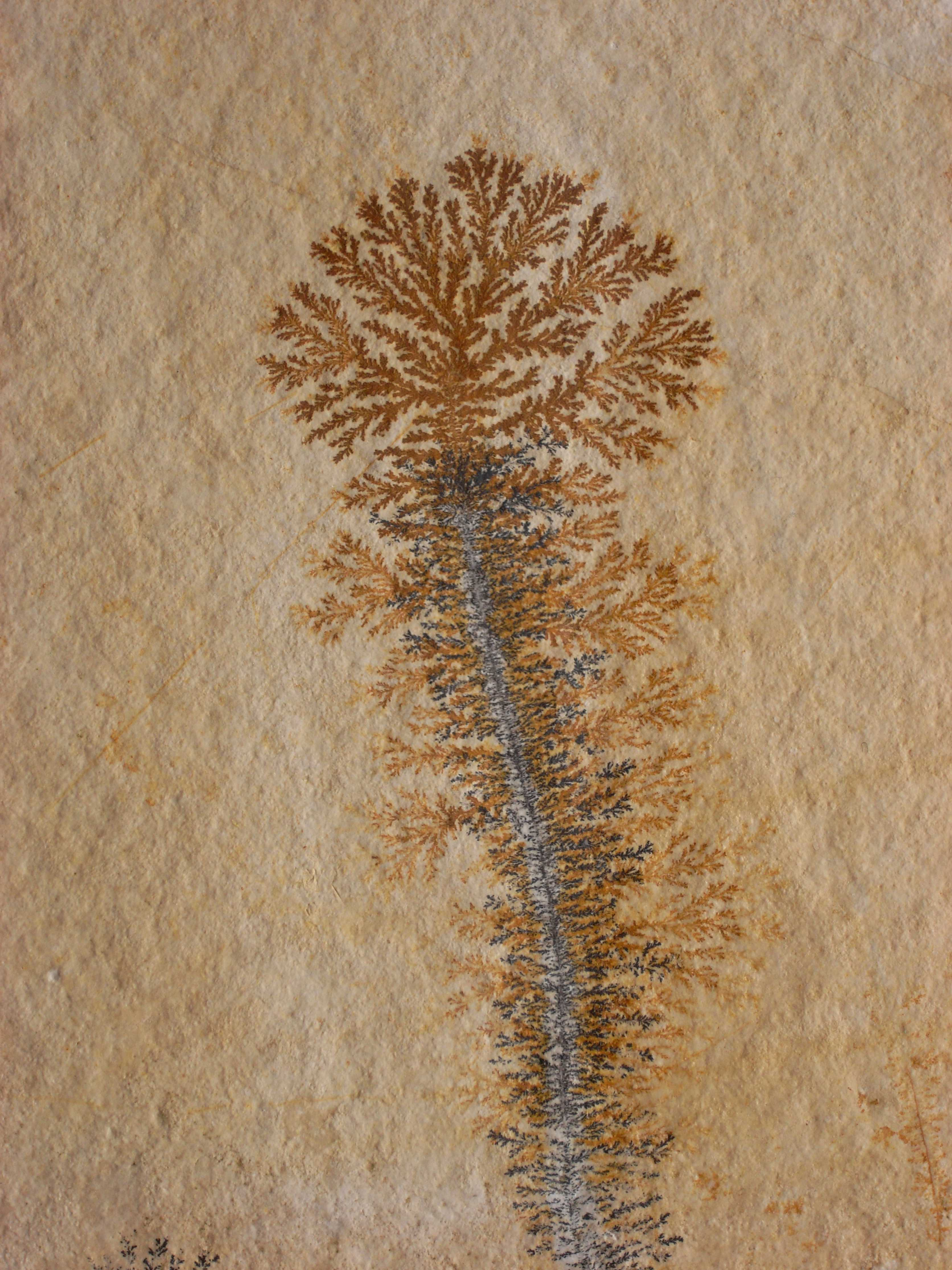

## Твори мистецтва із Зольнгофенського мармура

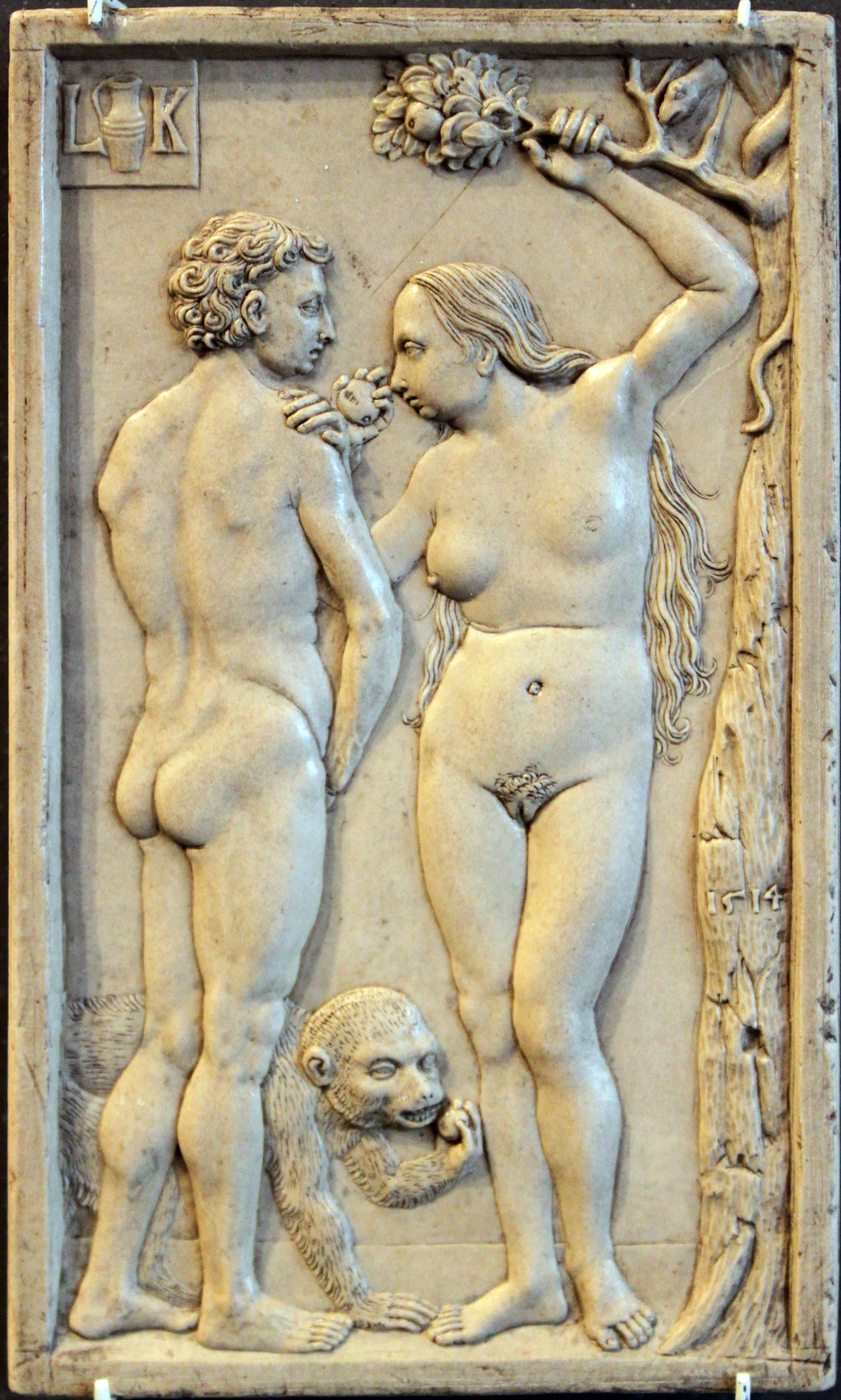
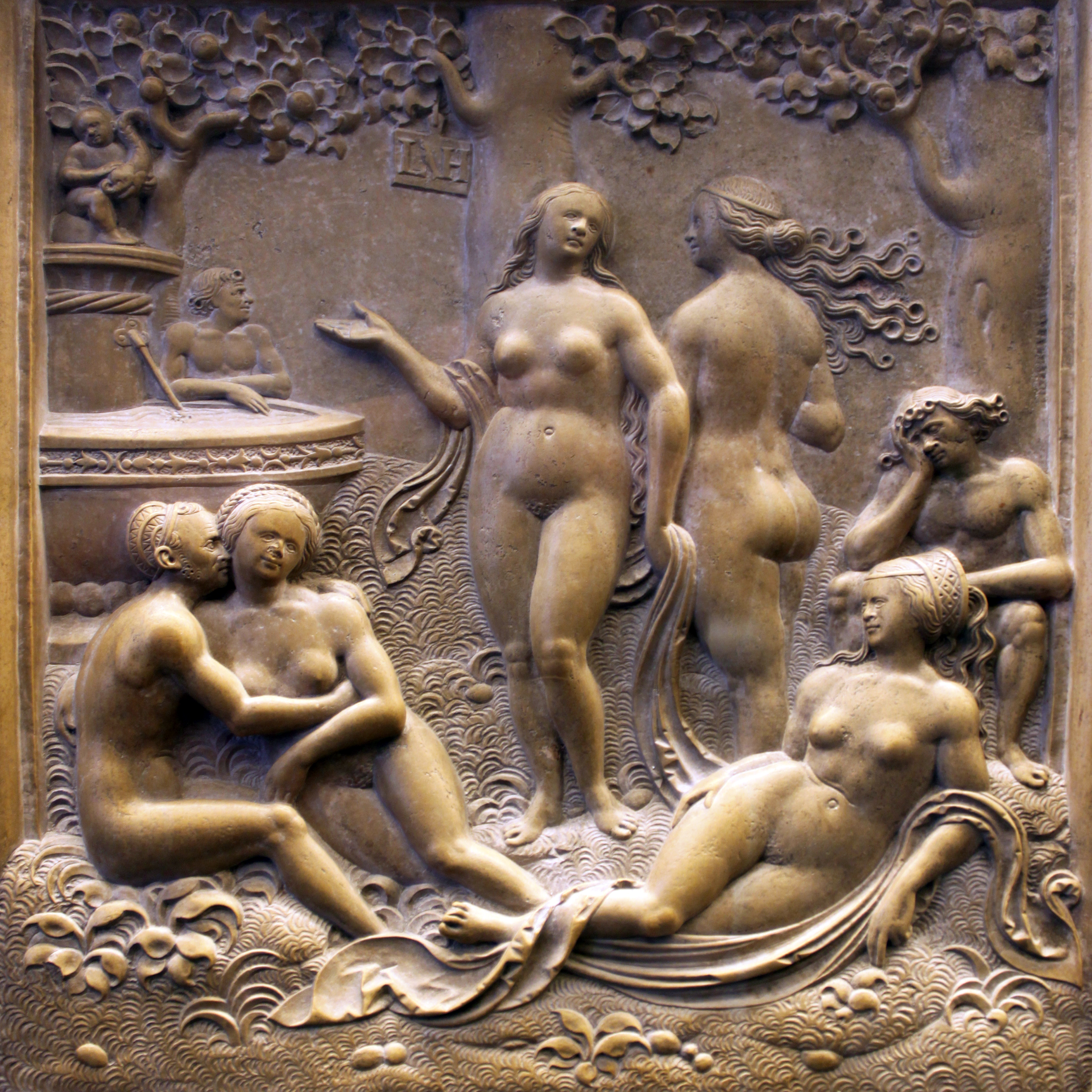
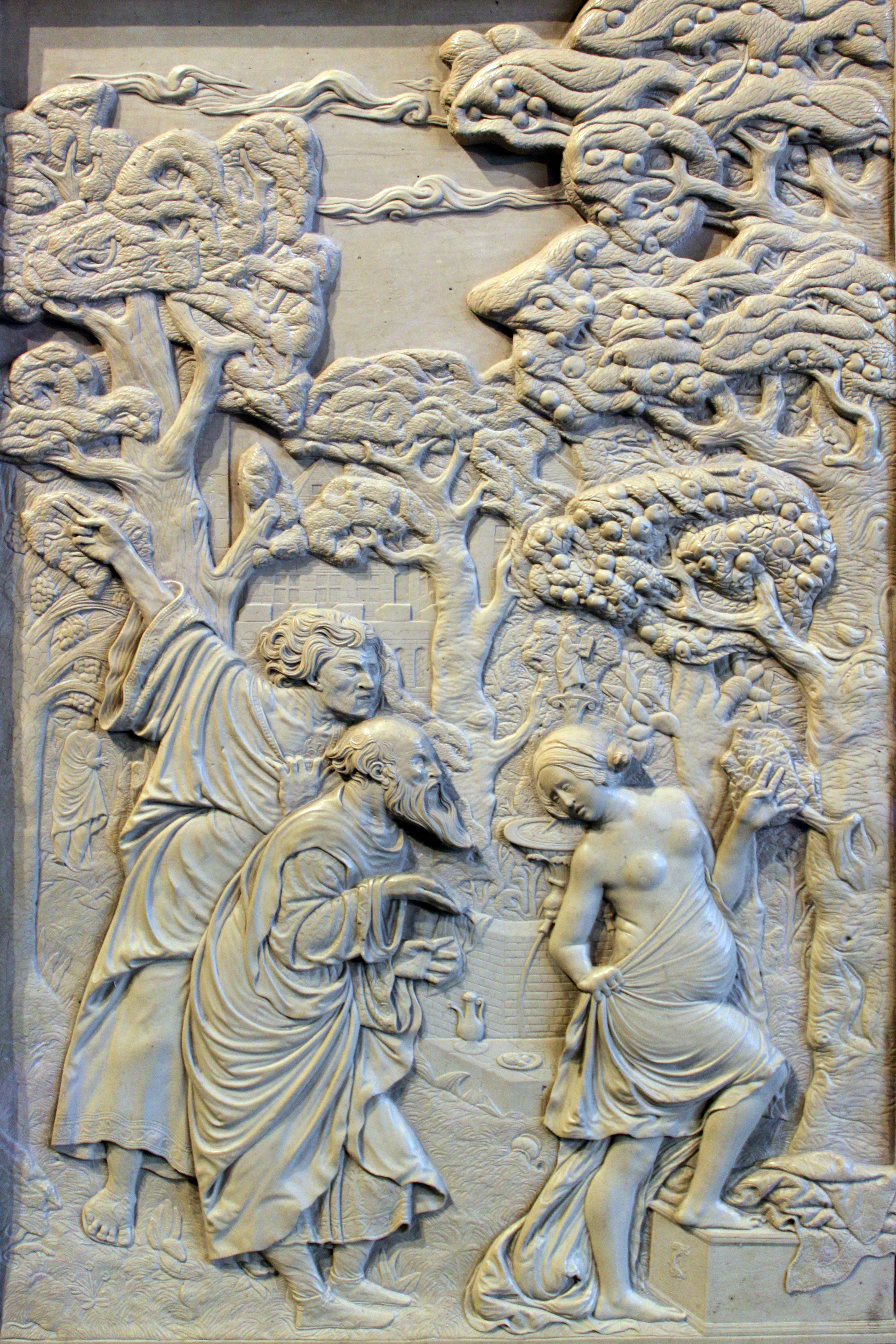
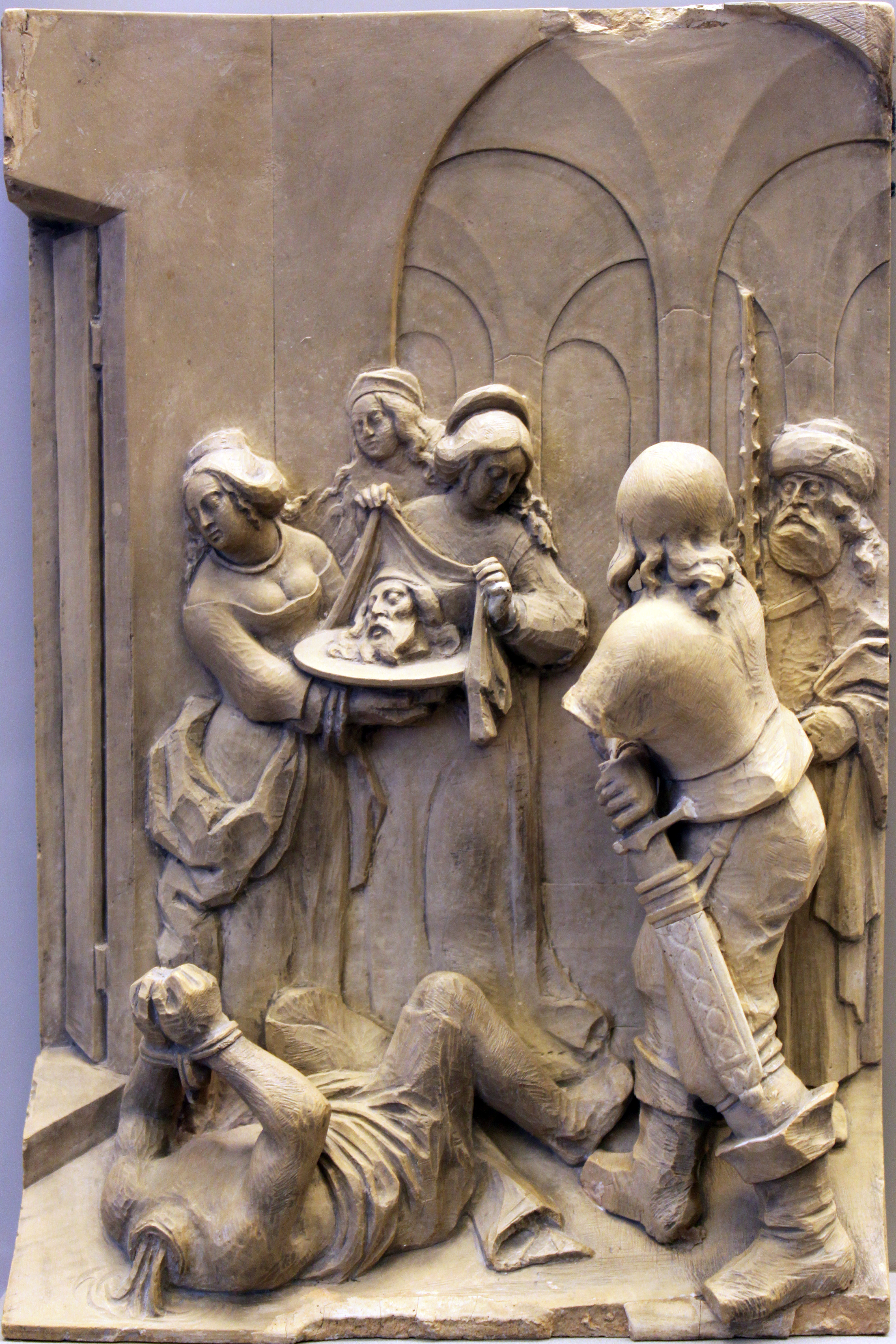

## Викопні скам'янілості
Зольнгофенські плиткові вапняки вважаються одними з найзначніших місць знахідок викопних скам'янілостей у світі. Тут було знайдено все 10 досі відомих екземплярів предка сучасних птахів — опереного динозавра археоптерикса. Ці копалини, а також інші, серед яких відомі також викопні рештки птерозавра орнітохейруса, особливо у зв'язку з часто збереженими скам'янілими деталями, такими як м'які частини організмів, частини рослин, крила бабок, пір'я і т. д., принесли Зольнгофенському регіону міжнародну популярність. Найбільш значні музеї по цій темі знаходяться у Айхштетті (Юрський музей) і Зольнгофені, а також в музеї мінералогії і геології в Дрездені.
Унікальний альбом скам'янілостей, знайдених у пластах Зольнгофенського вапняку, можна перегорнути limestone по посиланню [Архівовано 11 квітня 2019 у Wayback Machine.]

### Ресурси Інтернету
- Вікісховище має мультимедійні дані за темою: Зольнгофенський вапняк
- University of California Berkeley offers a brief introduction [Архівовано 27 квітня 2021 у Wayback Machine.]
- Another brief description of the limestone [Архівовано 12 листопада 2020 у Wayback Machine.]